# Christian Schurr Voight
Pour les articles homonymes, voir Schürr.
Christian Schurr Voight, né le 20 août 1984 à Washington (États-Unis), est un nageur mexicain. 
Aux Jeux olympiques d'été de 2012, il participa à l'épreuve de brasse homme 200 mètres, où il obtint la 26e place, ne pouvant alors se qualifier aux demi-finales.
Né à Washington D.C., il nagea pour les États-Unis aux Jeux panaméricains de 2007 à Rio de Janeiro, où il obtint une médaille d'or au 4x100 mètres relais.